# Levkemija
Levkemíja (tudi belokŕvnost) je napredujoča razrast nenormalnih belih krvničk v krvotvornem tkivu in drugih organih, opredeljena po dominantnem celičnem tipu in času trajanja, ter zvišana koncentracija teh celic v krvi. Gre za rakavo bolezen belih krvničk v kostnem mozgu, belih krvničk, ki krožijo po obtočilih in tistih v organih, kot so vranica in bezgavke.

## Razvrščanje
Prvotno so levkemije razvrščali med akutne in kronične glede na pričakovani čas preživetja, sedaj pa je merilo razvrščanja zrelost celic. Pri akutnih levkemijah gre za pretežno nezrele, slabo diferencirane celice, običajno blaste, pri kroničnih levkemijah pa so prizadete zrelejše celice. Akutne levkemije so večinoma smrtne v nekaj mesecih, spremljajo jih huda anemija, krvavitve, povečana vranica in bezgavke ter zlom imunske obrambe organizma, medtem ko so kronične levkemije počasneje potekajoče proliferacije dobro diferenciranih krvotvornih in/ali imunokompetentnih celic z remisijami in počasnim napredovanjem simptomov, kot npr. anemija, zelo povečana vranica, jetra in bezgavke, potek bolezni pa je pospešen v končnem obdobju.

### Akutne levkemije
Akutne levkemije so lahko limfocitne ali mielocitne in se po klasifikaciji FAB (Francosko-ameriško-britanska klasifikacija) nadalje razvrščajo, kot prikazuje spodnja predglednica:
|                               | Klasifikacija FAB | Opis |
| ----------------------------- | ----------------- | --- |
| Akutne limfocitne levkemije   | L1                | Limfoblasti z enakomernimi okroglimi jedri in malo citoplazme.                                               |
|                               | L2                | Večja raznolikost limfoblastov; jedra so lahko bolj enakomerna, citoplazme pa je več kot pri obliki L1.      |
|                               | L3                | Limfoblasti s finejšim jedrnim kromatinom ter modro do temnomodro citoplazmo in citoplazemsko vakuolizacijo. |
| Akutne mieloblastne levkemije | M1                | Akutna mieloblastna levkemija z nediferencirani mieloblasti, brez granulacije citoplazme.                    |
|                               | M2                | Akutna mieloblastna levkemija z diferencirani mieloblasti; malo do veliko celic ima razpršeno granulacijo.   |
|                               | M3                | Akutna promielocitna levkemija; granulacija je značilna za promielocitno morfologijo.                        |
|                               | M4                | Akutna mielomonoblastna levkemija; mešana mieloblastna in monocitoidna morfologija.                          |
|                               | M5                | Akutna monoblastna levkemija; čista monoblastna morfologija.                                                 |
|                               | M6                | Eritrolevkemična slika; morfologija pretežno nezrelih eritroblastov, včasih pojav megaloblastov.             |
|                               | M7                | Akutna megakarioblasti levkemija; celice imajo razvejene meje, ki lahko tvorijo brbončaste strukture.        |

### Kronične levkemije
Tudi kronične levkemije se nadalje delijo na limfocitne in mielocitne. 
Kronična limfocitna levkemija običajno prizadene odrasle, starejše od 55 let. Včasih prizadene tudi mlajše odrasle, vendar skoraj nikoli otrok. Dve tretjini bolnikov je moških. Petletno preživetje je 75%. 
Kronična mielocitna levkemija se pojavlja predvsem pri odraslih; pri otrocih zboli za to obliko levkemije zelo majhno število. Bolezen zdravijo z imatinibom (Glivec)  ali drugimi zdravili. Petletno preživetje je 90%. Podoblika je kronična monocitna levkemija.